# Texella brevistyla
Texella brevistyla is een hooiwagen uit de familie Phalangodidae.